# Alfabeto ruso
El alfabeto ruso (en ruso: русский алфавит; русская азбука) es la variante del alfabeto cirílico usada para escribir el idioma ruso.
Consta de 33 letras desde las reforma ortográfica de 1918: veinte consonantes (⟨б⟩, ⟨в⟩, ⟨г⟩, ⟨д⟩, ⟨ж⟩, ⟨з⟩, ⟨к⟩, ⟨л⟩, ⟨м⟩, ⟨н⟩, ⟨п⟩, ⟨р⟩, ⟨с⟩, ⟨т⟩, ⟨ф⟩, ⟨х⟩, ⟨ц⟩, ⟨ч⟩, ⟨ш⟩, ⟨щ⟩), diez vocales (⟨а⟩, ⟨е⟩, ⟨ё⟩, ⟨и⟩, ⟨о⟩, ⟨у⟩, ⟨ы⟩, ⟨э⟩, ⟨ю⟩, ⟨я⟩), una semivocal (⟨й⟩) y dos letras modificadoras ("signos": ⟨ь⟩ y ⟨ъ⟩) que alteran la pronunciación de la consonante precendente y/o de la vocal siguiente.

## Historia
Se desarrolló en Bulgaria. Desde allí se introdujo en la Rus de Kiev, Estado medieval de los eslavos del este. Esta introducción fue simultánea a su conversión al cristianismo en 988 d. C. o, si ciertos restos arqueológicos están correctamente datados, en una fecha ligeramente anterior.

## Letras
Desde el año 1918 (oficialmente desde 1942) consta de 33 letras. Antes las letras Е y Ё se consideraban variantes de la misma letra.
| Mayúscula | Minúscula | Nombre                          | Nombre antiguo1              | AFI          | Ejemplo                                                    | Numeración19 | Unicode         |
| --------- | --------- | ------------------------------- | ---------------------------- | ------------ | ---------------------------------------------------------- | ------------ | --------------- |
| А         | а         | а [a]                           | азъ [as]                     | /a/          | a de animal                                                | 1            | U+0410 / U+0430 |
| Б         | б         | бэ [b]                          | буки ['bu.kʲɪ]               | /b/ o /bʲ/   | b de Brasil                                                | -            | U+0411 / U+0431 |
| В         | в         | вэ [v]                          | вѣди ['vʲe.dʲɪ]              | /v/ o /vʲ/   | como la v en inglés o francés                              | 2            | U+0412 / U+0432 |
| Г         | г         | гэ [g]                          | глаголь [glʌ'golʲ]           | /g/          | g de gato                                                  | 3            | U+0413 / U+0433 |
| Д         | д         | дэ [d]                          | добро [də'bro]               | /d/ o /dʲ/   | d de dedo                                                  | 4            | U+0414 / U+0434 |
| Е         | е4        | е [je]                          | есть [jɛstʲ]                 | /jɛ/ o / ʲɛ/ | ye /ié/ como hielo                                         | 5            | U+0415 / U+0435 |
| Ё         | ё4,7      | ё [jo]                          | -                            | /jo/ o / ʲo/ | yo como en yo                                              | -            | U+0401 / U+0451 |
| Ж         | ж         | жэ [zh/ʒ]                       | живѣте [ʐɨ'vʲɵ.tʲə]          | /ʐ/ o /ʒ/    | como la j francesa o la j del inglés jar                   | -            | U+0416 / U+0436 |
| З         | з         | зэ [z]                          | земля [zʲɪ'mlʲa]             | /z/ o /zʲ/   | z del inglés zoo                                           | 7            | U+0417 / U+0437 |
| И         | и4        | и [i]                           | иже ['i.ʐɨ]                  | /i/ o / ʲi/  | i de ida                                                   | 8            | U+0418 / U+0438 |
| Й         | й         | и краткое [j 'kra.tkəjɪ]        | и съ краткой [i s 'kra.tkəj] | /j/          | y como en inglés yes                                       | -            | U+0419 / U+0439 |
| К         | к         | ка [ka]                         | како ['ka.kə]                | /k/ o /kʲ/   | k de ka                                                    | 20           | U+041A / U+043A |
| Л         | л         | эль [ɛlʲ]                       | люди ['lʲu.dʲɪ]              | /l/ o /lʲ/   | l de lujo                                                  | 30           | U+041B / U+043B |
| М         | м         | эм [ɛm]                         | мыслѣте ['mɨ.slʲɪ.tʲɪ]       | /m/ o /mʲ/   | m de mapa                                                  | 40           | U+041C / U+043C |
| Н         | н         | эн [ɛn]                         | нашъ [naʂ]                   | /n/ o /nʲ/   | n de no                                                    | 50           | U+041D / U+043D |
| О         | о         | o [o]                           | онъ [on]                     | /o/          | o de ogro (suena como a de árbol cuando no está acentuada) | 70           | U+041E / U+043E |
| П         | п         | пэ [pɛ]                         | покой [pʌ'koj]               | /p/ o /pʲ/   | p de peso                                                  | 80           | U+041F / U+043F |
| Р         | р         | эр [ɛr]                         | рцы [rʦɨ]                    | /r/ o /rʲ/   | r vibrante como en rollo                                   | 100          | U+0420 / U+0440 |
| С         | с         | эс [ɛs]                         | слово ['slo.və]              | /s/ o /sʲ/   | s como en el inglés see                                    | 200          | U+0421 / U+0441 |
| Т         | т         | тэ [tɛ]                         | твердо [tvʲɛ.rdə]            | /t/ o /tʲ/   | t de tipo                                                  | 300          | U+0422 / U+0442 |
| У         | у         | у [u]                           | укъ [uk]                     | /u/          | u como en tu en español                                    | 400          | U+0423 / U+0443 |
| Ф         | ф         | эф [ɛf]                         | фертъ [fʲɛrt]                | /f/ o /fʲ/   | f de fuego                                                 | 500          | U+0424 / U+0444 |
| Х         | х         | ха [ha/xa]                      | хѣръ [xʲɛr]                  | /x/          | j castellana como en "caja" o ch escocesa como en "loch"   | 600          | U+0425 / U+0445 |
| Ц         | ц         | це [ʦɛ]                         | цы [ʦɨ]                      | /ʦ/          | ts como en Tzintzuntzan                                    | 900          | U+0426 / U+0446 |
| Ч         | ч         | че [ʨɛ]                         | червь [ʨervʲ]                | /ʧ/ o /ʨ/    | ch de Chile                                                | 90           | U+0427 / U+0447 |
| Ш         | ш         | ша [ʂa/sh]                      | ша [ʂa]                      | /ʃ/ o /ʂ/    | sh como en inglés                                          | -            | U+0428 / U+0448 |
| Щ         | щ         | ща [ɕːa/shch]                   | ща [ɕtɕa]                    | /ʃʧ/ o /ɕː/  | especie de sh larga, usualmente transliterada como sch     | -            | U+0429 / U+0449 |
| Ъ         | ъ         | твёрдый знак ['tvʲо.rdəj 'znak] | еръ [jer]; Yer               | -            | -                                                          | -            | U+042A / U+044A |
| Ы         | ы         | ы [ɨ]                           | еры ['jɛ.rɨ]                 | /ɨ/5         | vocal entre la «i» y la «u», como la «y» del guaraní       | -            | U+042B / U+044B |
| Ь         | ь         | мягкий знак ['mʲækʲɪj 'znak]    | ерь [jerʲ]                   | / ʲ/3        | -                                                          | -            | U+042C / U+044C |
| Э         | э6        | э [ɛ]                           | -                            | /ɛ/          | e de época                                                 | -            | U+042D / U+044D |
| Ю         | ю         | ю4 [ju]                         | ю [ju]                       | /ju/ o / ʲu/ | yu (/iú/) como en Yugoslavia                               | -            | U+042E / U+044E |
| Я         | я4,16,17  | я [ja]                          | я [ja]                       | /ja/ o / ʲa/ | ya /iá/ como en paranoia                                   | -            | U+042F / U+044F |

### Nombres de las letras
Desde 1900, los nombres mnemónicos heredados de la iglesia eslava se usan para las letras. Pueden verse aquí en la ortografía pre-1918 del alfabeto civil post-1708.
Puesto que la mayoría de los nombres antiguos son obviamente nativos, se tiene argumentado que la lectura de la lista en la orden tradicional, produce un estilo de himno para el arte del lenguaje, una orden moral:
| аз буки веди            | Liderar las hayas                       |
| глаголь добро есть      | verbo bueno es                          |
| живете зело земля       | vivir bien en la tierra                 |
| иже и како люди мыслете | como y como piensa la gente             |
| наш он покой            | él es nuestra paz                       |
| рцы слово твердо        | la palabra es firme                     |
| ук ферт хер цы          | [de aquí en adelante...]                |
| червь ша ер ять юс      | [...el significado está muy poco claro] |

### Letras no vocalizadas
- El signo duro ъ indica que la consonante precedente no está palatalizada. Su pronunciación original, perdida sobre el año 1400 o incluso antes, era de un muy corto sonido del estilo de un schwa (ə), usualmente transliterado al alfabeto latino mediante la letra ŭ.

- El signo débil ь indica que la consonante precedente está palatalizada. Su pronunciación original, perdida en el mismo período (alrededor del 1400), también era de similar al de un schwa corto, pero palatalizado, usualmente latinizado como ĭ.

### Vocales
- El alfabeto ruso contiene, en la actualidad, 10 vocales: а, я, э, е, ы, и, о, ё, у, ю, pero solo 6 fonemas vocálicos Archivado el 29 de julio de 2020 en Wayback Machine.: /а/, /э/, /ы/, /и/, /о/ y /у/. El resto de vocales se trata de vocales iotadas, es decir, vocales precedidas del sonido /j/: я tiene el sonido /ja/; е, el sonido /je/; ё, el sonido /jo/ y, por último, ю tiene el sonido /ju/.

- Las vocales е, ё, и, ю, я palatalizan la consonante precedente, y todas ellas excepto la и queda iotadas (con el sonido/j/ precediéndolas como en el caso de la palabra castellana “siempre” /sjempre/). Por su parte, la и inicial fue iotada hasta el siglo XIX.

- La letra ы es una vocal posterior (que se pronuncia como la “i” pero con la lengua hacia atrás como la “u”), proveniente del eslavónico común, que ha mantenido mejor su pronunciación original en el ruso moderno que en otras lenguas eslavas. Originalmente se nasalizaba en ciertas posiciones: камы (kamy). Su forma escrita evolucionó de la siguiente manera: ъ, і, ъı y ы.

- El carácter э fue introducido en el año 1708 para distinguir el sonido no iotado ni palatalizado /e/ de la e iotada y palatalizada (pronunciada /je/ o /ié/).

- La e correspondía originalmente al sonido no iotado /e/, dejando ıє para el iotado /je/ (o /ié/). No obstante, ıє quedó en desuso en el siglo XVI. El carácter ё, introducido por Lomonosov en el siglo XVIII, marca el sonido /jo/ o /ió/ que históricamente evolucionase desde el /je/ o /ié/ acentuado, un proceso que aún continúa hoy en día.

- La letra ё es opcional: es deseable y formalmente correcto escribir e para representar el sonido /je/ (es decir, “ë” para hacerlo respecto del /jo/ o /ió/). No obstante, ninguno de los varios intentos oficiales soviéticos durante el siglo XX de obligar el uso del carácter “ë” lograron imponerse, y en la actualidad se admite que hasta su uso en las computadoras se ha debilitado (solamente basta ver su “excéntrica” posición en los teclados rusos actuales, cerca de la posición de la tecla Esc).

- En ruso las vocales е, я y о en posición átona sufren una reducción vocálica; esto produce que la vocal о, se pronuncie, según la ubicación que ocupa respecto a la tónica, como una a.

## Letras anteriores a la reforma

### Letras en desuso desde 1750
| Letras en desuso antes del siglo XVIII18 | Letras en desuso antes del siglo XVIII18 | Letras en desuso antes del siglo XVIII18 | Letras en desuso antes del siglo XVIII18                   | Letras en desuso antes del siglo XVIII18 | Letras en desuso antes del siglo XVIII18 | Letras en desuso antes del siglo XVIII18 | Letras en desuso antes del siglo XVIII18 |
| Mayúscula                                | Minúscula                                | Nombre                                   | Nombre antiguo1                                            | AFI                                      | Ejemplo                                  | Numeración                               |                                          |
| ---------------------------------------- | ---------------------------------------- | ---------------------------------------- | ---------------------------------------------------------- | ---------------------------------------- | ---------------------------------------- | ---------------------------------------- | ---------------------------------------- |
| Ѕ                                        | ѕ14                                      | -                                        | зѣло ['zʲɛ.lə]                                             | /dz/, /z/ o /zʲ/                         | como з                                   | 6                                        |                                          |
| Ѯ                                        | ѯ12                                      | -                                        | кси [ksʲi]                                                 | /ks/ o /ksʲ/                             | como кс                                  | 60                                       |                                          |
| Ѱ                                        | ѱ12                                      | -                                        | пси [psʲi]                                                 | /ps/ o /psʲ/                             | como пс                                  | 700                                      |                                          |
| Ѡ                                        | ѡ13                                      | -                                        | омега [ʌ'mʲɛ.gə]                                           | /o/                                      | como о                                   | 800                                      |                                          |
| Ѫ                                        | ѫ                                        | -                                        | юсъ большой ['jus bʌlʲ'ʂoj], Yus                           | /u/,/ju/ o / ʲu/15                       | como у o ю                               | -                                        |                                          |
| Ѧ15                                      | ѧ15                                      | -                                        | юсъ малый ['jus 'mɑ.lɨj]                                   | /ja/ o / ʲa/16                           | como я                                   | -                                        |                                          |
| Ѭ                                        | ѭ                                        | -                                        | юсъ большой іотированный ['jus bʌlʲ'ʂoj jʌ'tʲi.rə.vən.nɨj] | /ju/ o / ʲu/15                           | como ю                                   | -                                        |                                          |
| Ѩ                                        | ѩ                                        | -                                        | юсъ малый іотированный ['jus 'mɑ.lɨj jʌ'tʲi.rə.vən.nɨj]    | /ja/ o / ʲa/15                           | como я                                   | -                                        |                                          |

- La s correspondía a la primitiva pronunciación sonora /dz/, ya ausente en la rama lingüística de los idiomas eslavos orientales, pero fue mantenida por tradición en ciertas palabras hasta el siglo XVIII, y por la Iglesia ortodoxa rusa hasta la actualidad.

- El Ѫ, ѫ (yus) se volvió, de acuerdo con la reconstrucción lingüística, irrelevante para la fonología eslava oriental a comienzos del período histórico, pero fue no obstante introducida al alfabeto cirílico. Las dos variantes iotadas (Ѭ, ѭ) del mismo decayeron principalmente desde el siglo XII. Las iotadas se continuaron usando, etimológicamente, hasta el siglo XVI. Ambas grafías aún sobreviven en la Iglesia eslava, especialmente para la redacción de las tablas pascuales.

- El Ѧ, ѧ (yus "pequeño") fue adoptado para representar el sonido iotado /ja/ я en el medio o al final de una palabra; corresponde a la letra moderna я, siendo una adaptación de su forma cursiva del siglo XVII, aprobada por la reforma ortográfica rusa de 1708. Hasta ese año, el sonido /ja/ o /iá/ iotado se escribía ıa al comienzo de una palabra. Esta diferenciación aún subsiste en el uso eclesiástico.

- Aunque normalmente se afirma que se trata de letras que “quedaron en desuso desde el siglo XVIII”, realmente se trató de un proceso más complejo, a partir de un edicto de Pedro el Grande, juntamente con la moderna letra и, pero fue restaurada debido a la presión ejercida por la Iglesia ortodoxa. Sin embargo, cayó completamente en desuso en la escritura secular hacia el 1750.

### Letras eliminadas en 1918
| Letras eliminadas en 1918 | Letras eliminadas en 1918 | Letras eliminadas en 1918 | Letras eliminadas en 1918 | Letras eliminadas en 1918 | Letras eliminadas en 1918 | Letras eliminadas en 1918 | Letras eliminadas en 1918 |
| Mayúscula                 | Minúscula                 | Nombre                    | Nombre antiguo1           | AFI                       | Ejemplo                   | Numeración                |                           |
| ------------------------- | ------------------------- | ------------------------- | ------------------------- | ------------------------- | ------------------------- | ------------------------- | ------------------------- |
| І                         | і8                        | -                         | і десятеричное [i]        | /i/ or / ʲi/              | como en ir                | 10                        |                           |
| Ѳ                         | ѳ9                        | -                         | ѳита [fʲɪ'ta]             | /f/ o /fʲ/                | como en foca              | 9                         |                           |
| Ѣ                         | ѣ10                       | -                         | ять [jætʲ]; Yat           | /jɛ/ o / ʲɛ/              | como е                    | -                         |                           |
| Ѵ                         | ѵ11                       | -                         | ижица ['i.ʐɨ.tsə]         | /i/ o / ʲi/               | como и                    | -                         |                           |

- El і, idéntico en su pronunciación al и, solo se usaba delante de vocales, incluso й (por ejemplo en la grafía histórica de Нью-Іоркъ /n'ju jork/ "New York"), y en la palabra міръ (/mir/ "mundo") y sus derivados, para distinguirlo del etimológicamente equivalente миръ (también /mir/, "paz").

- El yat (Ѣ) tenía originariamente un sonido distinto, pero a mediados del siglo XVIII alcanzó la misma pronunciación que la е del idioma ruso estándar. Desde la reforma ortográfica rusa de 1918, la cual determinó su eliminación, quedó como un símbolo residual de la ortografía antigua.

- La V (correspondiente al carácter griego ípsilon) era idéntica en su pronunciación a la и /i/, como en el griego bizantino, pero era usado etimológicamente, hasta que se volvió cada vez más esporádico y virtualmente desapareció a partir de la reforma de 1918.

## Valores numéricos
- Los valores numéricos corresponden a algunos números griegos: la S que se usa para la digamma, Ч para koppa, y Ц para sampi. El sistema se abandonó para propósitos seculares en 1708, después de un largo período de transición que duró un siglo aproximadamente; no obstante, continúa siendo usado por la Iglesia ortodoxa rusa.

## Configuración del teclado
En un teclado de computadora para el idioma ruso, usando el sistema operativo Windows, los caracteres están dispuestos según se indica:

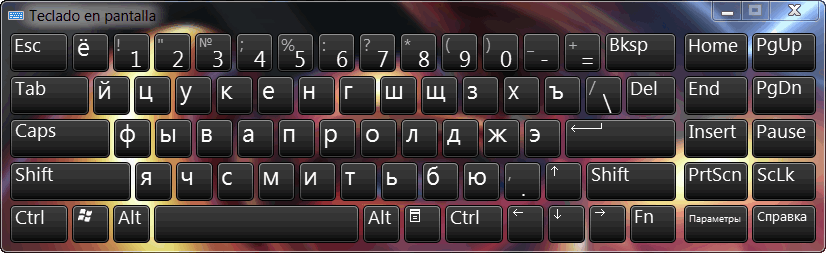
Teclado para el alfabeto ruso.

erick